# Bulharské knížectví
Bulharské knížectví (bulharsky Княжество България, Knjažestvo Bălgarija) byl autonomní stát Osmanské říše na Balkáně v letech 1878–1908. Bulharské knížectví vzniklo po Berlínském kongresu z tzv. Velkého Bulharska, které vzniklo po Sanstefanské mírové smlouvě a zaniklo v roce 1908 vyhlášením Bulharského carství.

## Historie

### Vznik

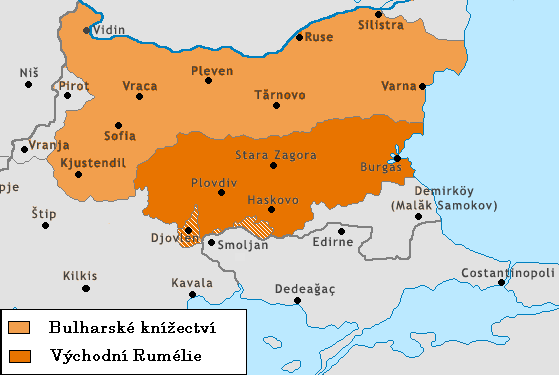
Bulharské knížectví (světle oranžová) a Východní Rumélie (tmavá)

Na konci 18. století začalo bulharské národní obrození. Zpočátku čistě kulturní hnutí se postupně změnilo v hnutí s politickými požadavky. V roce 1876 bylo krvavě potlačeno protiosmanské Dubnové povstání. O rok později propukla rusko-turecká válka. Jedním z důsledků ruského vítězství byl i vznik autonomního Bulharského knížectví v roce 1878.

### Alexandr von Battenberg knížetem
Když byl v roce 1878 ustaven autonomní bulharský stát pod formální osmanskou suzerenitou, měl být v jeho čele kníže zvolený bulharskou elitou a schválený evropskými mocnostmi. V rámci politického kompromisu mezi silným vlivem Ruska a obavami zbytku Evropy z rusofilního Balkánu padla nakonec volba na Alexandra, jenž byl synovcem manželky tehdejšího cara Alexandra II. Alexandr byl druhým synem Alexandra prince Hesensko-Rýnského a jeho morganatické manželky Julie, rozené hraběnky Hauke (pozdější princezny z Battenbergu).
Ačkoli měl Alexandr zpočátku konzervativní postoje, začal po faktickém neúspěchu svého (prorusko-)absolutistického puče v letech 1881–1883 podporovat liberální politiku. Zasloužil se o spojení formou personální unie bulharského knížectví a Východní Rumélie na podzim roku 1885 a měl značný osobní podíl na odražení srbského útoku v témže roce. Tyto skutky mu přinesly velkou popularitu v Bulharsku, zároveň však nespokojenost Ruska nad jeho samostatnými aktivitami. To se neblaze odrazilo i na jeho rodinném životě — Alexandr usiloval o sňatek s pruskou princeznou Viktorií, na přímý zásah kancléře Bismarcka však byl odmítnut z obav o to, že by sňatek mohl být považován za další nepřátelské gesto namířené proti Rusku.

### Sjednocení s Východní Rumélií

Znak bulharského knížete po sjednocení s Východní Rumélií (1887)

Dne 6. září 1885 byla po nekrvavé revoluci připojena k bulharskému knížectví Východní Rumélie, jež byla od roku 1878 poloautonomní provincií Osmanské říše. Tento den se jako „Den sjednocení“ stal zároveň bulharským státním svátkem. Dne 17. dubna 1886 byla podle smlouvy v Tophane ve Východní Rumélii nominálně obnovena svrchovanost Osmanské říše a bulharský kníže se v souladu s onou smlouvou stal generálním guvernérem tohoto regionu, který i nadále zůstal pod faktickou kontrolou Bulharska. Nominální součástí Osmanské říše byla Východní Rumélie až do vyhlášení úplné nezávislosti Bulharska 5. října 1908, kdy se zároveň Bulharsko přeměnilo v Bulharské carství.

### Abdikace Alexandra a nástup dynastie Sasko-Kobursko-Gothajské
V srpnu 1886 vypukl vojenský převrat, který Alexandra donutil uprchnout ze země. Ačkoli se Stambolovovi podařilo povstalce zpacifikovat a vrátit Alexandra na trůn, jeho pozice přestala být dlouhodobě udržitelná a v září téhož roku byl přinucen abdikovat. S hlubokým rozčarováním podepsal abdikační smlouvu se slovy „Bože, pomáhej Bulharsku.“ Regentem se stal Stambolov.
V roce 1887, jen 9 let po ustanovení Bulharského knížectví po abdikaci knížete Alexandra I. nastoupil na knížecí stolec v Bulharsku Ferdinand Sasko-Kobursko-Gothajský. Byl následníkem prince Alexandra, kterého vystřídal na trůně právě ve chvíli, kdy se zdálo, že bulharský stát čeká velký rozvoj. Během jeho vlády země udělala značný pokrok v mnoha sférách – politické, ekonomické, kulturní, jako i obranné. V roce 1889 vstoupilo Bulharské knížectví do Latinské měnové unie.

### Zánik
V roce 1908 bulharský kníže Ferdinand vyhlásil ve Velikém Tarnovu nezávislost Bulharska na Osmanské říši, přijal titul cara a vládl jako Ferdinand I.